# Veilsdorf
Veilsdorf – miejscowość i gmina w Niemczech, w kraju związkowym Turyngia w powiecie Hildburghausen.